# Recensement de la Grèce de 1889
Le recensement de la population de 1889 (en grec moderne : Ελληνική απογραφή του 1889), est le dix-huitième recensement officiel du royaume de Grèce, réalisé les 15 et 16 avril 1889. La population totale du pays s'élève à 2 187 208 habitants, soit une augmentation de 507 738 habitants par rapport au précédent recensement de 1879. 
Parmi eux, 344 067 personnes vivent dans les régions nouvellement annexées de Thessalie et d'Árta (el) (1881). En ce qui concerne la situation territoriale du pays, la superficie totale s'élève à 63 606 km2 et comprend les provinces suivantes : Péloponnèse, Grèce-Centrale, Cyclades, îles Ioniennes, Thessalie et une petite partie de l'Épire, Árta. 
La densité de population est de 34,4 habitants par kilomètre carré. La population urbaine est de 15,1%, la population semi-urbaine de 14% et la population rurale de 70,9%. Le plus grand dème est celui d'Athènes avec une population de 114 355 habitants, tandis que la population de son agglomération centrale, Athènes, est de 107 251 habitants.